# William Caslon
William Caslon (Halles-Owen, 1692 – Bethnal Green, 1766) è stato un incisore britannico.

## Biografia
Si trasferì nel 1716 a Londra, ove creò una fonderia di caratteri tipografici attiva fino al 1874. Caslon fu instancabile disegnatore di nuovi caratteri, che attinse anche dall'italiano Giambattista Bodoni.